# Стаховський Микола Ананійович
Микола Ананійович Стаховський (нар. 1879 — пом. 1948) — український громадсько-політичний діяч, дипломат, лікар. Перший голова дипломатичної місії Української Народної Республіки у Великій Британії. Батько Лева Стаховського.

## Біографія
Народився 22 травня 1879 року в селі Стетківці на Волині в священницькій родині шляхетського походження Стаховських гербу Огоньчик. У 1904 р. закінчив медичні студії у Варшаві.
З 1904 по 1905 — працював для Червоного Хреста у Мукдені (нині Шеньян) у Маньчжурії.
У 1906 — в Києві видавав часопис «Боротьба», орган Української соціал-демократичної робітничої партії, за що просидів рік у царській в'язниці.
З 1906 по 1908 — в Парижі продовжував лікарське удосконалення.
З 1909 по 1914 — займався медичною практикою у Вінниці.
З 1914 по 1917 — займався лікарською справою у Проскурові.
У травні 1917 — за Української Народної Республіки призначений губерніальним комісарем Поділля.
28 січня 1919 по 09.1919 — перший голова дипломатичної місії Української Народної Республіки у Великій Британії.
З 1920 по 1922 — займався лікарською справою у Парижі.
З 1922 по 1923 — працював лікарем у Берліні.
З 1924 по 1939 — працював лікарем у місті Берегове на Закарпатті, де був також одним із провідних організаторів українського культурного життя.
З 1939 по 1945 — працював у місті Румбурк у Чехословаччині.
07 грудня 1948 — помер у Празі, похований на Ольшанському цвинтарі.